# Throne Of The Beheaded
Throne Of The Beheaded (también conocidos como TOTB y anteriormente como Goodfellas) fue una banda estadounidense de deathcore procedente de San Antonio (Texas).
La banda destaca principalmente por la edad de sus miembros, los cuales todos excepto el bajista son adolescentes todavía, y aun así el propio bajista no alcanza los 20 años de edad. La banda, a pesar de haberse formado recientemente, ha sufrido muchos cambios de alineación. La banda anunció su separación el 13 de agosto de 2017 mediante un comunicado de Facebook.

## Discografía

### Álbumes de estudio
- Severed Ties (2015)
- A Sunday In Salem (nunca fue lanzado, la fecha prevista fue 2017)

### EP
- The Destroyer (2015)
- An Undying Memory (2015)
- Abigail's Promise (2016)

### Sencillos
- Sledgehammer Face-Lift (2015)
- Delusional To False Existence (2016)
- Plague (2016)
- Letters To You (2016)

## Miembros

### Última alineación
- Adam Rozen - voz (2016-2017)
- Stan Koplak - bajo (2016-2017)
- Jeremy Salas - batería (2016-2017)

### Pasados
- Zayne Wolff - voz (2015)
- James Madrid - voz (2015-2016)
- Blake Austin - voz (2016)
- Noel Ruiz - guitarra (2015-2017)[2]
- Leo Trevino - guitarra (2015-2016)
- Dom Watts - guitarra (2016)
- Hector Grado III - bajo (2015-2016)
- Tres Duran - batería (2015-2016)
- Dom Watts - batería (2016)